# New Trolls
I New Trolls sono stati un gruppo musicale italiano costituitosi nel 1967 e attivo fino al 1998.
Nel corso della loro carriera il gruppo è passato dal beat al rock progressivo (fra le loro opere si trovano alcune delle pietre miliari del genere, come Concerto grosso per i New Trolls) e poi al pop rock alla fine degli anni settanta, pur mantenendo alcune delle caratteristiche distintive del rock progressivo come gli arrangiamenti elaborati, il virtuosismo tecnico delle esecuzioni e i cantati polifonici molto strutturati.

## Storia del gruppo

### I Trolls

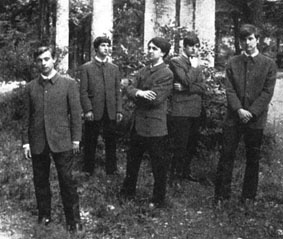
I Trolls in un'immagine del 1966. Da sinistra a destra: Pino Scarpettini, Vittorio De Scalzi, Ugo Guido, Piero Darini e Giulio Menin

La prima formazione del gruppo, nota semplicemente come I Trolls, nacque a Genova nel 1966 da un'idea di Pino Scarpettini (tastiera) e Vittorio De Scalzi (voce e chitarra). Nel gruppo comparivano anche Ugo Guido (voce e basso), Giulio Menin (batteria) e Piero Darini (chitarra e voce). Sotto il nome I Trolls, il gruppo incise il 45 giri Dietro la nebbia (lato B Questa sera), uscito attraverso La voce del padrone. Seguirono, sempre nel 1966, Cherish e Il mondo che vuoi e altre cover ma con una diversa formazione e senza De Scalzi.

### L'esordio dei New Trolls
Nel 1967 il gruppo cambiò nome in New Trolls, con una nuova formazione: Vittorio De Scalzi (voce e chitarra), Nico Di Palo (voce e chitarra), Giorgio D'Adamo (basso), Mauro Chiarugi (tastiera) e Gianni Belleno (batteria e cori). Secondo una leggenda (smentita da De Scalzi), questa formazione fu scelta sulla base di un articolo pubblicato su un giornale genovese, in cui un critico musicale aveva elencato i migliori musicisti della città. È invece noto che la scelta di questa formazione avvenne in seguito a numerose vicissitudini; in un primo tempo dovevano appartenere al gruppo anche Renato Rosset (sostituito da Chiarugi) e Sergio Blandini (sostituito da Di Palo).
Il gruppo iniziò a esibirsi nei locali cittadini, proponendo uno stile che univa elementi beat e psichedelici. Nella primavera del 1967 i New Trolls erano già sufficientemente noti da essere scelti da François Bonnier come gruppo di apertura dei concerti italiani dei Rolling Stones. Nello stesso periodo il gruppo ottiene un contratto discografico con la Fonit-Cetra grazie al contatto tra il padre di Vittorio, Gianni De Scalzi, e Luigi Arduino, genovese, in quel periodo direttore artistico, e incise in autunno il 45 giri di debutto Sensazioni/Prima c'era luce, con cui i New Trolls vinsero il premio della critica alla seconda edizione del Festival di Rieti. Nel 1968 parteciparono al concorso Un disco per l'estate con il singolo Visioni/Io ti fermerò, che vendette oltre 200 000 copie. Sempre nel 1968 fu pubblicato il loro album d'esordio, il concept album dal titolo Senza orario senza bandiera. I testi nacquero dalla collaborazione tra Fabrizio De André e il poeta genovese Riccardo Mannerini.
Nel 1969 i New Trolls approdarono al Festival di Sanremo con il brano Io che ho te, a cui seguirono altri due singoli di successo, Davanti agli occhi miei ed Una miniera. L'anno successivo fu pubblicato l'album New Trolls, che raccoglieva i singoli prodotti dal gruppo fino a quel momento.

Nico Di Palo suona la chitarra con i denti (nell'introduzione di Visioni)

### La svolta progressive
Il 1971 fu un momento di svolta importante per il gruppo. Dopo aver partecipato nuovamente al Festival di Sanremo (con il brano Una storia, in abbinamento con l'autore Sergio Endrigo), il gruppo incise quello che molti critici considerano il loro capolavoro: Concerto grosso per i New Trolls. Il lato A dell'album è un'opera originale scritta dal musicista Luis Bacalov. Il titolo fa riferimento al concerto grosso, una forma musicale propria della musica barocca. Una prima versione di questa composizione era stata utilizzata come colonna sonora del film La vittima designata. Nella seconda facciata dell'album i New Trolls propongono anche l'incisione di una improvvisazione musicale. Il risultato è stato un disco di grande successo, con oltre 800 000 copie vendute. L'album è caratterizzato da sonorità progressive che uniscono elementi di musica classica a passaggi che ricordano le grandi band del progressive britannico dell'epoca (per esempio Jethro Tull e King Crimson). Il materiale di Concerto grosso fu scritto da Luis Bacalov (e Sergio Bardotti per i testi), e la realizzazione dell'album vide la partecipazione di Maurizio Salvi.
Nel 1972 i New Trolls ne eseguirono a Senza rete un'esibizione dal vivo, insieme all'orchestra di Pino Calvi.
Nello stesso anno nacque il primo fan club del gruppo, con sede a Torino, in Corso Ferrucci 72. Fu uno dei primi fan club italiani (all'epoca la parola "fan" non era ancora di uso comune); tuttora in attività, è anche uno dei fan club più longevi d'Italia.

### Trasformazioni
Nel 1972 D'Adamo abbandonò il gruppo, sostituito da Frank Laugelli. Anche Maurizio Salvi divenne in questo periodo membro stabile dei New Trolls. Nello stesso anno, con questa formazione il gruppo pubblicò due album: Searching for a Land e UT.
Per alcune divergenze sorte durante la registrazione di UT, tra il 1973 e il 1976 i componenti del gruppo si dedicarono ad alcuni progetti paralleli: Di Palo, Laugelli, Salvi e Belleno pubblicarono l'album Canti d'innocenza canti d'esperienza, mentre De Scalzi e D'Adamo diedero vita ai New Trolls Atomic System con Tullio De Piscopo alla batteria, Renato Rosset alle tastiere, Giorgio Baiocco ai fiati, Ramasandiran Somusundaran alle percussioni, incidendo due album.
In questo periodo inoltre De Scalzi si dedica all'attività discografica, fondando l'etichetta Magma, con sede a Genova e distribuzione curata dalla Dischi Ricordi.
Di Palo forma poi gli Ibis, con cui pubblica due album. Nel primo album la formazione comprendeva Di Palo, Laugelli, Salvi e il batterista inglese Ric Parnell (proveniente dagli Atomic Rooster); nel secondo comprendeva Di Palo, Laugelli, il batterista Pasquale Venditto e il chitarrista Renzo Tortora.
Il batterista Belleno, infine, con Di Palo, Laugelli e Salvi, diede vita a un gruppo "fantasma", i Tritons, con il quale arrivò in classifica grazie a una rilettura della celebre (I Can't Get No) Satisfaction dei Rolling Stones.
Dopo la pubblicazione di una nuova raccolta, intitolata (come un precedente lavoro del 1969) semplicemente New Trolls, e la partecipazione di Belleno e D'Adamo al tour di Fabrizio De André, il gruppo torna insieme nel 1976 con l'ingresso del chitarrista Ricky Belloni (proveniente dal gruppo Nuova Idea e in tour con De André insieme al bassista e al batterista) e il ritorno di Di Palo. Con questo nuovo elemento i New Trolls pubblicarono Concerto grosso n. 2 (1976); pur non raggiungendo il successo del primo Concerto grosso, questo lavoro fu accolto positivamente dal pubblico e dalla critica.
Alla metà degli anni settanta Di Palo dovette assentarsi per motivi di salute, e pur rimanendo formalmente membro del gruppo smise di partecipare attivamente alle incisioni e alle esibizioni dal vivo; è questo il periodo in cui inizia a collaborare con il gruppo Giorgio Usai, già tastierista dei Nuova Idea. Nel frattempo, i New Trolls si dedicarono alla realizzazione di un doppio album di Ornella Vanoni, Io dentro, Io fuori (1977), al quale seguì un fortunato tour. La produzione discografica ufficiale del gruppo ebbe un nuovo breve periodo di arresto, colmato dalla pubblicazione di un disco dal vivo (Live, 1976) e di una raccolta (Revival, 1977).
Nel 1978 giunsero due nuovi grandi successi, i singoli Quella carezza della sera e il suo retro Aldebaran, e l'album Aldebaran. L'anno successivo cantarono la sigla del programma televisivo Luna Park condotto da Pippo Baudo, con una canzone in puro stile disco, Anche noi. Nello stesso anno parteciparono al film Caro papà, con Vittorio Gassman, e ne curarono alcuni motivi inseriti nel film.
In questo periodo viene pubblicato, solo per il mercato spagnolo, l'album Nunca en horas de clase e il 45 giri contenente It's Downtown e I Can See the Rain (con testi in inglese scritti da Douglas Meakin e Mike Fraser).

### Gli anni ottanta
Dopo Aldebaran, lo stile dei New Trolls andò via via perdendo gli ultimi elementi progressive, a favore di uno stile più legato al pop rock, seppure caratterizzato da composizioni ed esecuzioni sempre molto sofisticate. L'album New Trolls del 1979, arrangiato da Gianfranco Lombardi e registrato da André Harwood, uno dei tecnici del suono più quotati in quegli anni, risente dell'influenza dei Bee Gees (in canzoni come Che idea), ma riprende anche sonorità del passato in brani come Ok! (fiamme sul Pacifico) e Domenica di Napoli (con il testo scritto da Lucio Dalla e con un'introduzione musicale di Ricky Belloni ricavata da un inciso contenuto nella canzone Un cavallo, un amore dell'album Sacrificio dell'Equipe 84).
Nel 1980 il gruppo pubblicò il 45 giri Musica, un brano rock, con una cover di Poster di Claudio Baglioni sul lato B; fu l'ultima incisione dei New Trolls con Giorgio Usai. Anche il 1981 fu segnato da un singolo di successo, Là nella casa dell'angelo (con un lato B, Il treno, caratterizzato dal virtuosismo chitarristico di Di Palo); a questa incisione seguì un nuovo e definitivo abbandono di D'Adamo. I New Trolls, ormai rimasti un quartetto, proseguirono la loro produzione discografica con gli album FS del 1981 (un concept album sul tema del viaggio) e America O.K. del 1983 (con la collaborazione di Mogol).
Seguirono altre partecipazioni al Festival di Sanremo: nel 1985 vinse il premio della critica Faccia di cane (con testo di Fabrizio De André e Roberto Ferri, ma firmato alla SIAE dal solo Ferri), e nel 1988 fu presentato a Sanremo Cielo chiaro (eseguito, come tutto il successivo album Amici dai soli De Scalzi, Di Palo e Belleno). Belloni in quello stesso periodo suona con Franco Battiato nell'album Fisiognomica e nel tour successivo, da cui è tratto il disco live Giubbe rosse.

### Gli anni novanta: gli ultimi anni del gruppo
Nel 1991, senza Di Palo che aveva intrapreso un tour solista accompagnato da turnisti, il gruppo collaborò con Anna Oxa, scrivendo per lei i brani dell'album Tutti i brividi del mondo e accompagnandola in un tour durante il quale furono registrati i brani per un album live. In seguito, Belleno decise di abbandonare il gruppo e continuare a lavorare con Oxa. Nel 1992 lo sostituì Alfio Vitanza (ex Latte e miele). Con il nuovo batterista, il rientro di Di Palo e il ritorno di Usai, i New Trolls si esibirono ancora al Festival di Sanremo con Quelli come noi (1992), pubblicando il cd omonimo dove, oltre alla canzone sanremese vi sono reincisioni di vecchi brani.
In seguito anche Ricky Belloni esce dalla band per lavorare a Canale 5 e per suonare nel gruppo Extra. Entra, invece, in organico Roberto Tiranti che partecipa alle ultime apparizioni del gruppo a Sanremo, tra le quali una con Greta e l'ultima con Umberto Bindi, presentando un pezzo di Bindi e Renato Zero, Letti (inserita, poi, nell'ultimo CD ufficiale dei New Trolls, Il sale dei New Trolls). L'ultimo atto del capitolo New Trolls, prima del nuovo scioglimento, è un brano dal titolo profetico: Alianti liberi (1997).

### Gli anni duemila: il dopoNew Trolls
In seguito alla separazione del 1997 i New Trolls smettono di esistere, in quanto il nome può essere utilizzato solo con il consenso unanime dei titolari del marchio (Vittorio De Scalzi, Gianni Belleno e Ricky Belloni). Tuttavia la loro musica continua ad essere riproposta da varie formazioni, guidate dai componenti della band originaria.
Alla fine del 2006 Di Palo lascia Il Mito New Trolls per ricongiungersi a De Scalzi: questa nuova formazione, che inizialmente utilizza il nome originario New Trolls, nel giugno del 2007 pubblica il disco Concerto grosso: The Seven Seasons, che rappresenta il primo disco di inediti composto da una delle tante formazioni derivate dal gruppo genovese. Nel novembre 2007 esce l'album dal vivo Concerto grosso New Trolls Trilogy Live, composto da un DVD e un doppio CD. Tuttavia, in seguito ad una sentenza del 6 dicembre 2007, al gruppo viene vietato l'utilizzo del nome New Trolls e la formazione cambia il proprio nome in La Leggenda New Trolls, sebbene i due dischi continuino ad essere venduti sotto il nome New Trolls. Nel dicembre dello stesso anno anche Il Mito New Trolls pubblica il suo primo disco di inediti. Esce, infatti, il cofanetto TR3 - Special Live Concerto Grosso, che comprende un CD con sei nuovi brani suonati in studio e un DVD contenente le riprese del concerto tenutosi al teatro civico di La Spezia il 3 aprile 2004 (quindi in cui è ancora presente Di Palo).
Nel 2007 i New Trolls hanno ricevuto il Premio Lunezia Antologia 2007 per il valore musical-letterario al brano Una miniera.
Nel 2009 alla vigilia di Natale, Belleno lascia Il Mito New Trolls e, insieme a Giorgio D'Adamo, si unisce a La Leggenda New Trolls, andando a ricostruire parte della formazione originaria del 1968. Con questa formazione tengono il primo concerto al Teatro Carlo Felice di Genova nel mese di gennaio 2010, mentre nel febbraio 2011 eseguono dal vivo, insieme al maestro Luis Bacalov, l'inedito Concerto grosso n.3, che viene pubblicato in CD e vinile il 5 marzo 2013, con la denominazione La Leggenda New Trolls. Dopo alcuni mesi, D'Adamo lascia la band per motivi personali. Poco tempo dopo anche Belleno abbandona La Leggenda New Trolls (che nel frattempo cambierà più volte nome e formazione) e fonda il progetto UT Uno Tempore - L'anima prog dei New Trolls, con cui pubblica l'album dal vivo Live in Milano nel 2012. Tale band cambierà nome dapprima in UT New Trolls e nel 2018 in Of New Trolls.
Il 20 ottobre 2015, dopo una lunga malattia, si spegne a Genova D'Adamo. Il 24 luglio 2022 De Scalzi muore a Roma a causa di complicanze dovute a una fibrosi polmonare che lo aveva colpito un mese dopo essere guarito dal COVID-19.

## Formazioni secondarie e spin-off
Oltre ai cambi di formazione che si sono susseguiti, i componenti della band si sono separati due volte e hanno dato origine a diverse formazioni derivate. L'utilizzo del marchio "New Trolls" è stato oggetto di una lunga contesa legale.

### Tritons
Collateralmente, sempre con Maurizio Salvi e Frank Laugelli, Nico Di Palo costituisce i Tritons, nei quali Gianni Belleno è presente solo per la registrazione del brano Satisfaction e viene subito sostituito da Ric Parnell.
I Tritons pubblicano l'album Satisfaction, del 1973, e i singoli Satisfaction/Drifter (1973), With a Girl Like You/Rock Around the Clock (1974) e Ba Ba Ba/New York City (1976).
Della formazione dei Tritons, oltre ai componenti dei New Trolls, fanno parte anche Kamsin Urzino alla voce, Jimmy Villotti alla chitarra, Roger Mazzoncini alle tastiere, Gilberto Faggioli al basso e Daniel Palella alla batteria.
Da notare che esiste un disco, Country Rock Live del (1973), pubblicato dalla Fonit Cetra con la denominazione Tritons (si trattà, però della stampa italiana dell'album Rock On The Road della Roy Young Band), ristampato nel (1980) con il titolo di Satisfaction by Tritons, dal quale fu tratto un 45 giri I Saw Her Standing There/Let It Rock.
Nel 1974 Gianni Belleno, uscito dal gruppo, incide per la Magma di De Scalzi l'album solista Twist and Shout with Satisfaction a nome Johnny dei Tritons e in cui appaiono anche Belloni e Usai.

### Intermezzo De André
Nel 1974 gli ex New Trolls Belleno e D'Adamo, insieme a Usai e Belloni, accompagnano Fabrizio De André nella sua prima storica tournée.

### Il Mito New Trolls
Il 15 gennaio 1998 Di Palo ha un brutto incidente automobilistico nei pressi di Arezzo. Dopo diversi mesi torna sul palco con Il Mito New Trolls, che in un primo momento aveva come nome I Grandi New Trolls, costituito con Belleno, Max Corfini, Belloni e Andrea Lavelli. I postumi dell'incidente costringono Di Palo a cambiare strumento musicale passando alle tastiere, non potendo ancora suonare la chitarra. Dal 2000 Belleno esce dal gruppo ed è sostituito da Alessandro Polifrone. Contemporaneamente esce dal gruppo anche Max Corfini, rilevato da Giorgio Usai. Nel 2006 Il Mito New Trolls sostituisce il bassista Andrea Lavelli con Andrea Cervetto.
Con il ritorno di Belleno e la partenza di Di Palo, la formazione risulta composta da Belloni, Usai, Belleno, Cervetto (che sostituisce Di Palo nei passi in falsetto) e Polifrone. Il 23 febbraio 2008 sono stati ospiti della trasmissione televisiva RAI I migliori anni, condotta dal presentatore Carlo Conti. Nel settembre 2009 Belleno lascia il gruppo per ricongiungersi con D'Adamo, De Scalzi e Di Palo ne La Leggenda New Trolls.

### La Storia dei New Trolls
De Scalzi prosegue dal 1998 con una formazione denominata La Storia Dei New Trolls insieme ad Alfio Vitanza, Roberto Tiranti, Mauro Sposito e Andrea Maddalone, pubblicando nel 2001 l'album dal vivo Concerto Grosso Live, di cui ha interamente riscritto le partiture insieme a Maurizio Salvi.
Il 6 aprile 2006 il gruppo sbarca in Giappone per un mini tour durante il quale ottiene grande successo con la nuova versione di Concerto Grosso.

### Il Cuore New Trolls
Anche Belleno fonda la propria band denominata Cuore New Trolls, con Daniela Chiara, Antonella Zicchella, Sonia Zichella, Mimmo Giannetta, Roberto delli Carri e Saverio Gerardi. Nel 2005 subentreranno a Sonia Zichella e delli Carri rispettivamente Andrea Perrozzi e Jerry Ruotolo. In seguito Belleno, che oltre a suonare la batteria canta e suona la chitarra, rivoluziona la formazione mantenendo Andrea Perrozzi (tastiere e voce) e Saverio Gerardi (batteria) e aggiungendo Daniele Pinceti (basso e voce) e Massimo Gori dei Latte e Miele (chitarra e voce).

### La Leggenda New Trolls
La Leggenda New Trolls è il nome usato per la riunione di Vittorio De Scalzi e Nico Di Palo, avvenuta nel novembre 2006. La prima pubblicazione della formazione è stata Concerto grosso: The Seven Seasons, album uscito il 29 giugno 2007 a nome New Trolls. In seguito a una contestazione avanzata nel 2007 dai componenti de Il Mito New Trolls sull'uso improprio del nome, De Scalzi e Di Palo lo hanno modificato in La Leggenda New Trolls.
Nel dicembre 2009, con l'arrivo di Gianni Belleno e Giorgio D'Adamo viene ricostituita parte della formazione originaria del 1968. Tuttavia nel 2011, i due nuovi componenti abbandonano la band. Di conseguenza il nome La Leggenda New Trolls non può più essere usato anche in seguito alla transazione ufficiale fatta nel Foro di Genova del 31 gennaio 2013.

### UT Uno Tempore / UT New Trolls / Of New Trolls
Nel 2012 Gianni Belleno e Maurizio Salvi formano gli UT Uno Tempore, a cui si accompagna la definizione "L'anima prog dei New Trolls". Infatti il gruppo, oltre ai classici brani tratti dai due Concerto Grosso, ripropone dal vivo i brani dei dischi UT e Searching for a Land, solitamente tralasciati dalle altre formazioni satellite del gruppo. Nell'estate dello stesso anno è stato pubblicato Live in Milano, contenente la registrazione del concerto al Teatro Smeraldo.
Da ottobre 2012 Belleno e Salvi modificano il nome del gruppo in UT New Trolls e il 5 febbraio 2013 pubblicano l'album Do ut des, al quale partecipa, cantando Can't Go On, il già Toto Dennis Frederiksen, Claudio Cinquegrana, Alessandro Del Vecchio e Anna Cantalupi.
Nel novembre 2015 la formazione ha pubblicato il secondo album in studio É, uscito attraverso la Self e Ma.ra.ca.sh. Il 5 marzo dell'anno seguente è stato invece pubblicato l'album dal vivo e DVD É in concerto.
Nel gennaio 2018 il gruppo, in seguito all'entrata di Nico Di Palo, cambia nuovamente nome in Of New Trolls.

## Formazione
Ultima
- Vittorio De Scalzi – voce, chitarra, tastiera, flauto (1967-1972, 1975-1998)
- Nico Di Palo – voce, chitarra (1967-1972, 1975-1976, 1977-1990, 1991-1998)
- Roberto Tiranti – basso, voce (1996-1998)
- Massimiliano "Max" Corfini – tastiera, voce (1996-1998)
- Alfio Vitanza – batteria, voce (1992-1998)

Ex-componenti
- Mauro Chiarugi – tastiera (1967-1970)
- Frank Laugelli – basso (1972)
- Maurizio Salvi – tastiera (1972)
- Giorgio D'Adamo – basso (1967-1972, 1975-1980)
- Giorgio Usai – tastiera, voce (1977-1980)
- Gianni Belleno – batteria, voce (1967-1972, 1975-1991)
- Ricky Belloni – voce, chitarra (1975-1995)

## Discografia

### Album in studio
- 1968 – Senza orario senza bandiera
- 1971 – Concerto grosso per i New Trolls
- 1972 – Searching for a Land
- 1972 – UT
- 1976 – Concerto grosso n. 2
- 1978 – Aldebaran
- 1979 – New Trolls
- 1981 – FS
- 1983 – America O.K.
- 1988 – Amici
- 1992 – Quelli come noi
- 1996 – Il sale dei New Trolls

### Album dal vivo
- 1976 – Live
- 1985 – Tour

### Raccolte
- 1970 – New Trolls
- 1975 – Antologia New Trolls
- 1977 – Revival
- 1982 – Profili
- 1987 – Story
- 1987 – Raccolta
- 1989 – Quella carezza della sera
- 1994 – Singles A's & B's
- 1996 – Concerto grosso
- 1997 – Il meglio